# Матија Таловец
Матија Таловац или Таловец (лат. Mathkoni de Thallowcz, мађ. Tallóci Matkó; умро 1445.) је био славонски бан од 1435. до 1445. године.

## Биографија
Матија Таловац или Таловец, потиче са острва Корчуле. Био је грађанин Дубровачке републике. Припадао је породици Таловац која је током 15. века владала простором у долини реке Цетине. Матијин брат Јован је био описан у историјским изворима као Србин. Матијин брат Петар био је хрватско-далматински бан (1438-1453). Његов други брат, Фрањо, био је северински бан, тамишки жупан и капетан Београда. Браћа Таловац су били једни од најмоћнијих угарских властелина свога времена. Владали су простором од Београда до Сења и од Драве до Неретве. Матија је служио српског деспота Стефана Лазаревића. Касније је постао кастелан угарског Београда пре него што је 1435. године постао хрватски бан. Његова браћа, Јован и Фрањо наследили су га као кастелани Београда. Године 1430. био је кастелан Ковина. У служби краља Жигмунда, Матија је постављен управником Загребачке бискупије 1433. године. Следеће године постао је приор Вране, а 1435. године славонски бан. Његова владавина поклапа се са периодом турских напада на Славонију и Хрватску. Умро је 1445. године.